# Thomas Hedberg
Thomas Hedberg (Tasmânia, 2 de fevereiro de 1886 — 11 de setembro de 1954) foi um velejador britânico, campeão olímpico. Ele competiu nos Jogos Olímpicos de Verão de 1920 na classe Dinghy 18 pés e conquistou a medalha de ouro a bordo do Brat ao lado de Francis Richards. Seu nome não aparece no Relatório Oficial dos Jogos de Antuérpia, mas na página oficial do Comitê Olímpico Internacional.